# Carnoy-Mametz
Carnoy-Mametz é uma comuna francesa na região administrativa de Altos da França, no departamento de Somme. Estende-se por uma área de 10.25 km². Em 2010 a comuna tinha 291 habitantes (densidade: 28,4 hab./km²).
Foi criada em 1 de janeiro de 2019, a partir da fusão das antigas comunas de Mametz (sede da comuna) e Carnoy.